# Maurizio Bormolini
Maurizio Bormolini (Tirano, 24 febbraio 1994) è uno snowboarder italiano, vincitore della Coppa del Mondo di parallelo nel 2025.

## Biografia
È originario di Livigno in Valtellina ed è divenuto atleta del Centro Sportivo Esercito. Ha rappresentato l'Italia al X Festival olimpico invernale della gioventù europea di Liberec, vincendo la medaglia d'argento nello snowboard cross e giungendo quarto nel parallelo. Ha debuttato in Coppa del Mondo il 21 dicembre 2011 a Carezza. Da allora ha ottenuti diversi piazzamenti di alto livello. Nel 2014 ai Campionati mondiali juniores di snowboard di Chiesa in Valmalenco ha vinto la medaglia d'argento nello slalom parallelo, terminando la gara alle spalle del russo Dimitri Taimulin. Il 10 gennaio 2023, durante la Coppa del Mondo 2023, ha conquistato la sua prima vittoria, nella tappa di Bad Gastein nello slalom parallelo. Nella stagione 2024-2025 ha vinto la Coppa del Mondo di parallelo e quella di slalom gigante parallelo. Ai Mondiali di Engadina 2025 ha vinto la medaglia d'oro nello slalom parallelo a squadre, in coppia con Elisa Caffont.

## Palmarès

### Mondiali
- 1 medaglia:
  - 1 oro (slalom parallelo a squadre a Engadina 2025)

### Mondiali juniores
- 1 medaglia:
  - 1 argento (slalom parallelo a Chiesa in Valmalenco 2014)

### Coppa del Mondo
- Vincitore della Coppa del Mondo di parallelo nel 2025
- Vincitore della Coppa del Mondo di slalom gigante parallelo nel 2025
- 18 podi:
  - 7 vittorie
  - 5 secondi posti
  - 6 terzi posti

#### Coppa del Mondo - vittorie
| Data             | Località        | Paese    | Specialità |
| ---------------- | --------------- | -------- | ---------- |
| 10 gennaio 2023  | Bad Gastein     | Austria  | PSL        |
| 22 gennaio 2023  | Bansko          | Bulgaria | PSL        |
| 14 dicembre 2023 | Carezza al Lago | Italia   | PGS        |
| 17 gennaio 2024  | Bad Gastein     | Austria  | PSL        |
| 1º dicembre 2024 | Mylin           | Cina     | PSL        |
| 11 gennaio 2025  | Scuol           | Svizzera | PGS        |
| 25 gennaio 2025  | Rogla           | Slovenia | PGS        |

Legenda:

PSL = Slalom parallelo

PGS = Slalom gigante parallelo